# Лора Говард
Лора Говард (англ. Laura Howard, при народженні Сіммонс; нар. Чизік, Великий Лондон, Англія, Велика Британія) — англійська акторка, найбільш відоміша за роллю Каллі Барнабі у телесеріалі «Суто англійські вбивства».

## Життєпис
Лора Сіммонс наподилася у 1977 році в місті Чизік, Великий Лондон.

## Фільмографія
| Рік       |    | Українська назва         | Оригінальна назва       | Роль                                                                              |
| --------- | -- | ------------------------ | ----------------------- | --------------------------------------------------------------------------------- |
| 2019      | с  | Викликайте акушерку      | Call the Midwife        | Сіссі Пілкінґтон                                                                  |
| 2017      | вг | Total War: Warhammer II  | Total War: Warhammer II | озвучення                                                                         |
| 2015      | с  | Кайданки                 | Cuffs                   | Лінн                                                                              |
| 2015      | с  | Акушери                  | The Delivery Man        | Мелані                                                                            |
| 2014      | с  | Молодий Дракула          | Young Dracula           | Саллі Джайлз                                                                      |
| 2013      | с  | Мешканці Іст-Енду        | EastEnders              | вчителька                                                                         |
| 2004      | тф | Готель в Амстердамі      | The Hotel in Amsterdam  | Джилліан                                                                          |
| 2004—2014 | с  | Лікарі                   | Doctors                 | Емі Добсон/Зої Дюранд/Джейн Тейлор                                                |
| 2009      | кф | Будь гарною              | Be Good                 | жінкою на озері                                                                   |
| 1997—2011 | с  | Суто англійські вбивства | Midsomer Murders        | Каллі Барнабі, дочка старшого інспектора Тома Барнабі                             |
| 1997      | тф | Досить холодно для снігу | Cold Enough for Snow    | Піппа Ллойд                                                                       |
| 1996      | с  | Солдат, солдат           | Soldier Soldier         | Дебора Бріґґз / Дебора Осборн                                                     |
| 1996      | тф | День ескімо              | Eskimo Day              | Піппа Ллойд                                                                       |
| 1995—2000 | с  | Закон                    | The Bill                | Бев Морріс                                                                        |
| 1992      | с  | Ковінґтон Кросс          | Covington Cross         | Алекс Малленс                                                                     |
| 1990—2018 | с  | Катастрофа               | Casualty                | Таня Салліван/Мері Барстов/Карлі Свінфорд/Ева Геґґарті/Вікторія Ліч//Енні Макквін |